# Finale Ligure
Finale Ligure ist eine Stadt in der Provinz Savona in Italien, die an der Riviera liegt und 11.046 Einwohner (Stand 31. Dezember 2023) hat. Sie besteht aus den Ortschaften Finale Marina, Finalpia, Finalborgo und Varigotti. Ihre Fläche beträgt 34,5 km². Die Nachbargemeinden sind Borgio Verezzi, Calice Ligure, Noli, Orco Feglino, Tovo San Giacomo und Vezzi Portio.
Finalborgo ist Mitglied der Vereinigung I borghi più belli d’Italia.

## Geografie

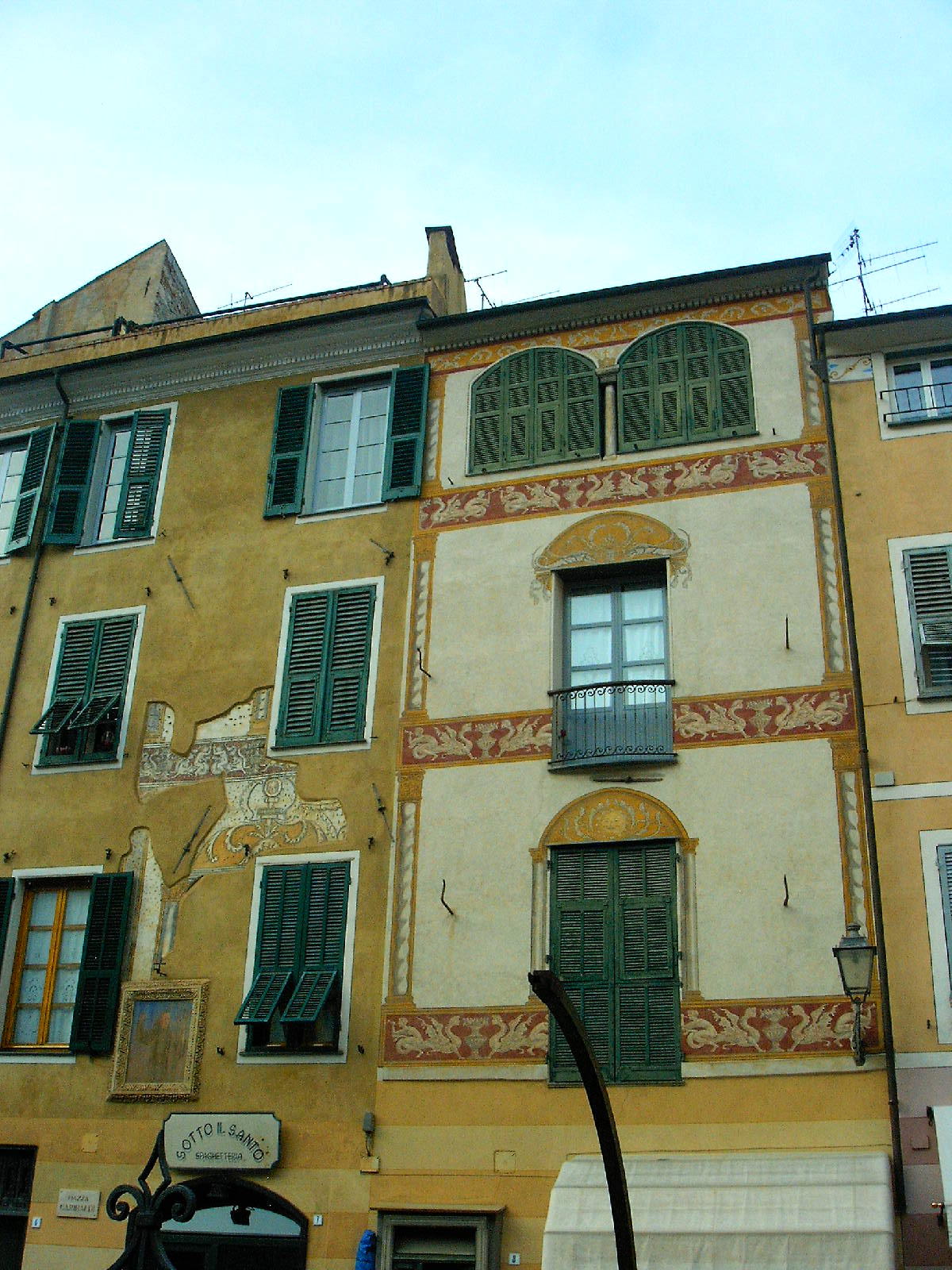
Palast an der Piazza Garibaldi

Finale Ligure liegt etwa 60 km südwestlich von Genua an der ligurischen Küste im Bereich der Palmenriviera. Nach Westen wird Finale Ligure durch das Capra Zoppa-Massiv (281 m) begrenzt. Nach Norden hin, nur wenige Kilometer landeinwärts, erreichen die Berge bereits Höhen von über 1000 Metern.
Finale Ligure gehört zu der Comunità Montana Pollupice und liegt an der Bahnstrecke Genua–Ventimiglia und der Strada Statale 1.

## Geschichte und Wappen
967 wurde der Ort erstmals unter dem Namen Finale erwähnt. Das Territorium Finale wurde von Otto I. in den Besitz des Markgrafen Aleramo übergeben. 1450 wurde Finale durch die verfeindete Seerepublik Genua zerstört.
Heraldik des Wappens: in Gold fünf rote Schrägrechtsbalken; Über den Schild eine goldene fünftürmige Mauerkrone und am Schildfuß ein Oliven- und ein Eichenzweig mit einem Band in den italienischen Nationalfarben gebunden.

## Tourismus und Sehenswürdigkeiten

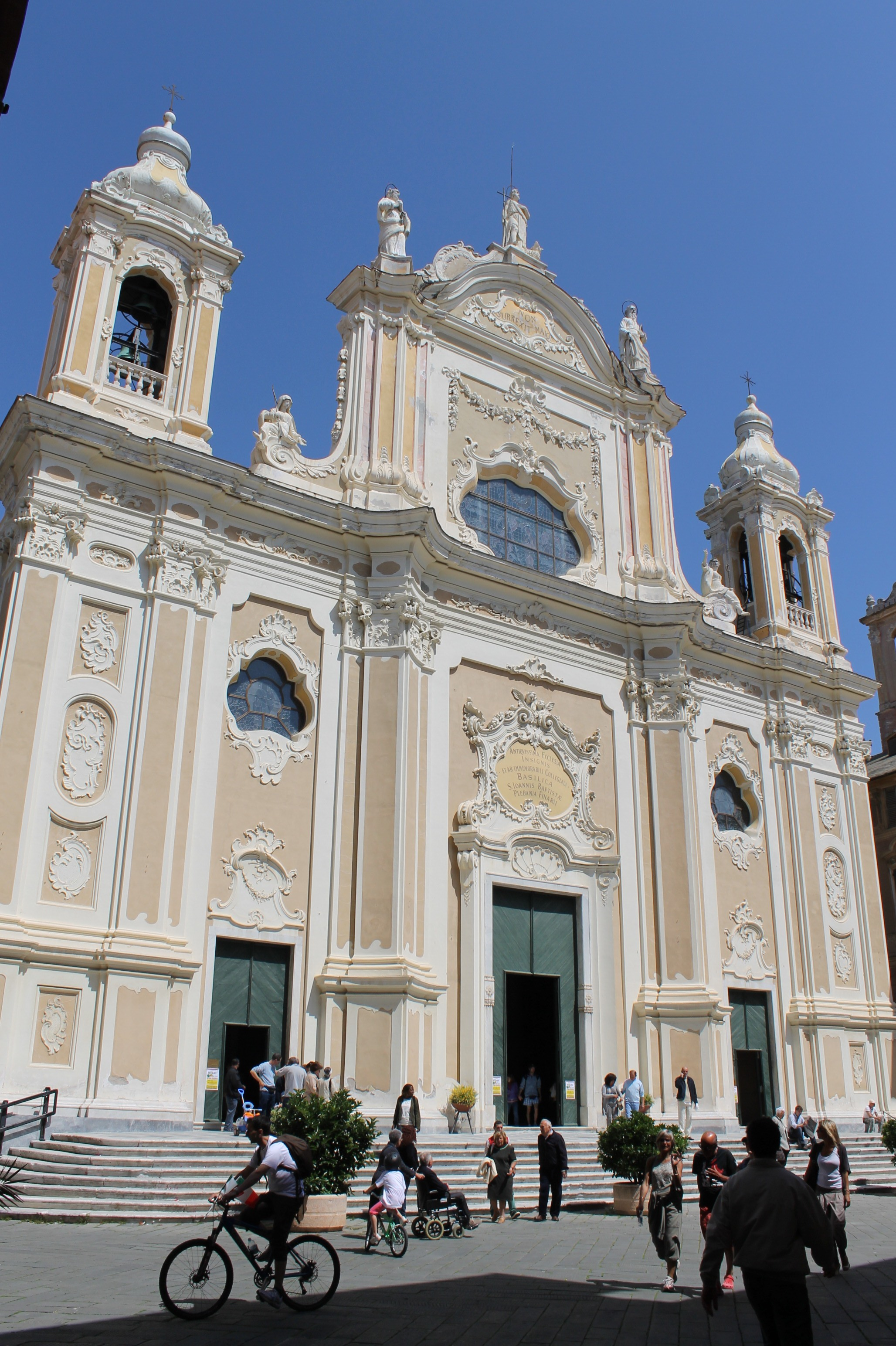
S.Giovanni Battista, Fassade

Finale Marina ist die größte der drei Ortschaften und auch die touristisch am besten erschlossene. Der Sandstrand und die Altstadt sowie die vielen Restaurants und Cafés locken im Sommer zahlreiche Touristen an. Ruhiger geht es in den Ortsteilen Finalpia und Finalborgo zu. Hier konnte viel der mittelalterlichen Ursprünglichkeit bewahrt werden. Finalborgo liegt etwa 2 km landeinwärts, umgeben von einer alten hohen Stadtmauer mit vier Stadttoren.
Die Basilika S. Giovanni Battista (1619–1675, Fassade von N. Barella, 1762) gehört zu den wichtigsten Beispielen des ligurischen Barocks.
Im Stadtteil Finalpia befindet sich die Abtei Santa Maria, die 1400 von Olivetanermönchen gegründet wurde und seit 1905 als Benediktinerabtei der Kongregation von Subiaco existiert.
Im Stadtteil Finalborgo wurde die barocke Basilika San Biagio aus dem 17. Jahrhundert reich ausgestattet.

## Sport

### Sportklettern
Finale Ligure ist bei Sportkletterern aus vielen Ländern bekannt und beliebt. Das Kalkgestein der Umgebung bietet über 4000 Kletterrouten in allen Schwierigkeitsgraden in über 213 Sektoren (Stand 2022), jedes Jahr kommen weitere hinzu. Dank des Mikroklimas kann das ganze Jahr zum Klettern genutzt werden. Die Routen sind aufgrund der salzhaltigen Meeresluft überwiegend mit rostfreien Klebehaken gut gesichert.

### Mountainbiken und 24h Finale Ligure
Finale Ligure ist auch ein beliebtes Urlaubsgebiet für Mountainbiker, von Cross-Country über Freeride bis hin zu Downhill.
Dort findet jedes Jahr das wohl legendärste und härteste 24-Stunden-Mountainbike-Rennen der Welt statt. 2012 wurde deshalb hier die erste Wembo-24h-Solo-Weltmeisterschaft ausgetragen. Dabei gewann Jason English (Australien) die Goldmedaille der Männer, Jessica Douglas (Australien) gewann die Frauen-Wertung, und der deutsche Extremsportler Kai Saaler gewann die „Under 30“-Kategorie. 2014 wurde die erste Wembo-24h-Solo-Europameisterschaft in Finale Ligure ausgetragen, welche Kai Saaler ebenfalls in der „Under 30“-Kategorie gewann. Bei den Männern gewann Rudolf Springer (Österreich) und bei den Frauen triumphierte Ilaria Balzarotti. Ein Jahr später konnte Kai Saaler die begehrte Trophäe der Solo-Männer gewinnen, während Elena Kovikova (Ukraine) bei den Frauen oben auf dem Podium stand. 2017 kehrte die Wembo-Weltmeisterschaft zurück nach Finale Ligure. Dabei sicherte sich Cory Wallace (Kanada) seinen ersten Solo-Titel der Männer, und bei den Frauen gewann Gaia Ravaioli (Italien). 2022 wird die Wembo-24h-Weltmeisterschaft wieder zurück in Finale Ligure sein.

## Söhne und Töchter der Stadt
- Peter Anton von Clapis (um 1440–1512), Humanist, Domherr in Worms und Speyer, Kanzler der Universität Heidelberg
- Enrico Caviglia (1862–1945), italienischer Senator und Marschall
- Carlo Donat Cattin (1919–1991), italienischer Politiker
- Pietro Pinna (1927–2016), italienischer Aktivist und Pazifist
- Matteo Aicardi (* 1986), Wasserballspieler

## Bilder

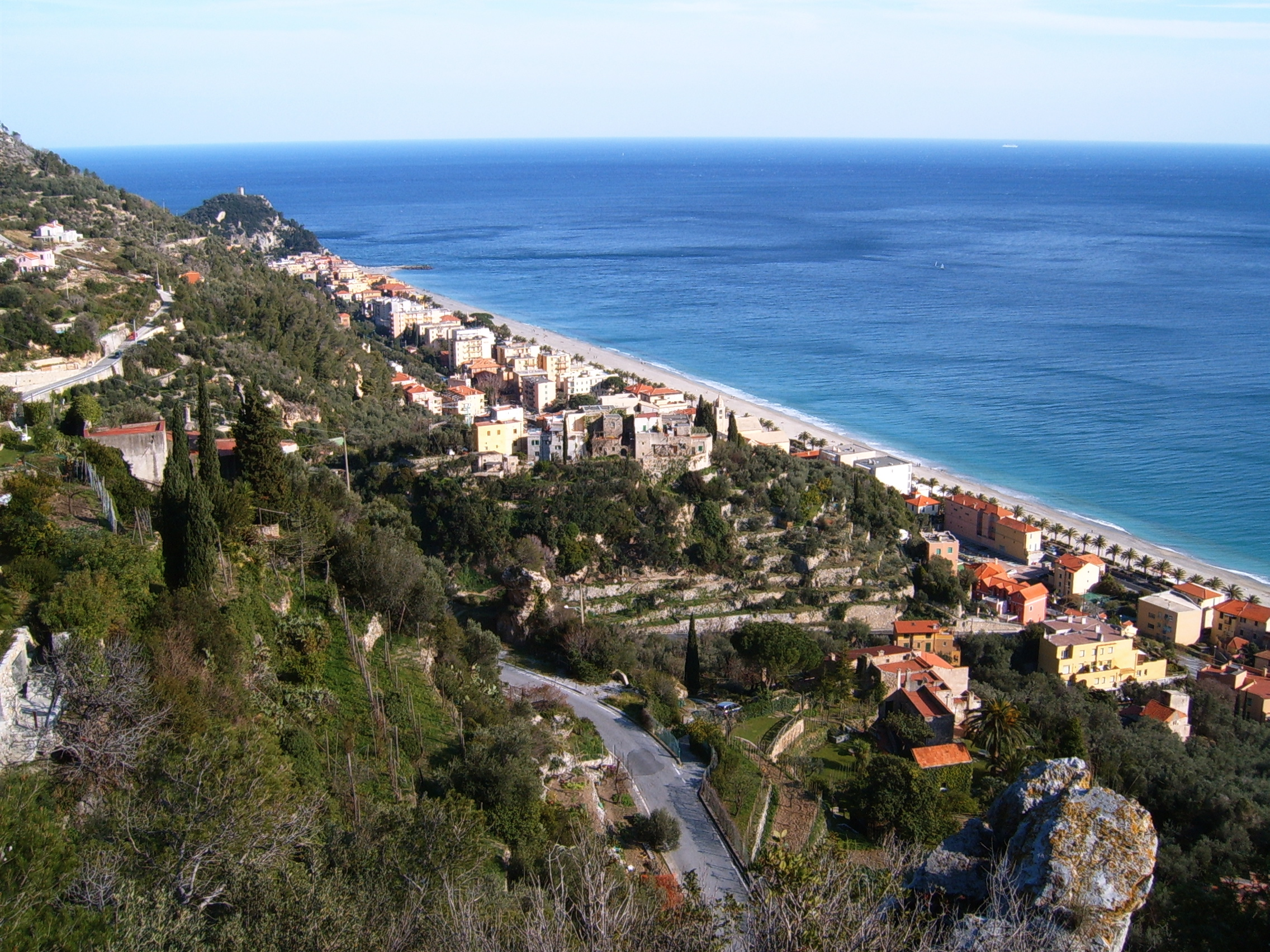
Die Fraktion Varigotti
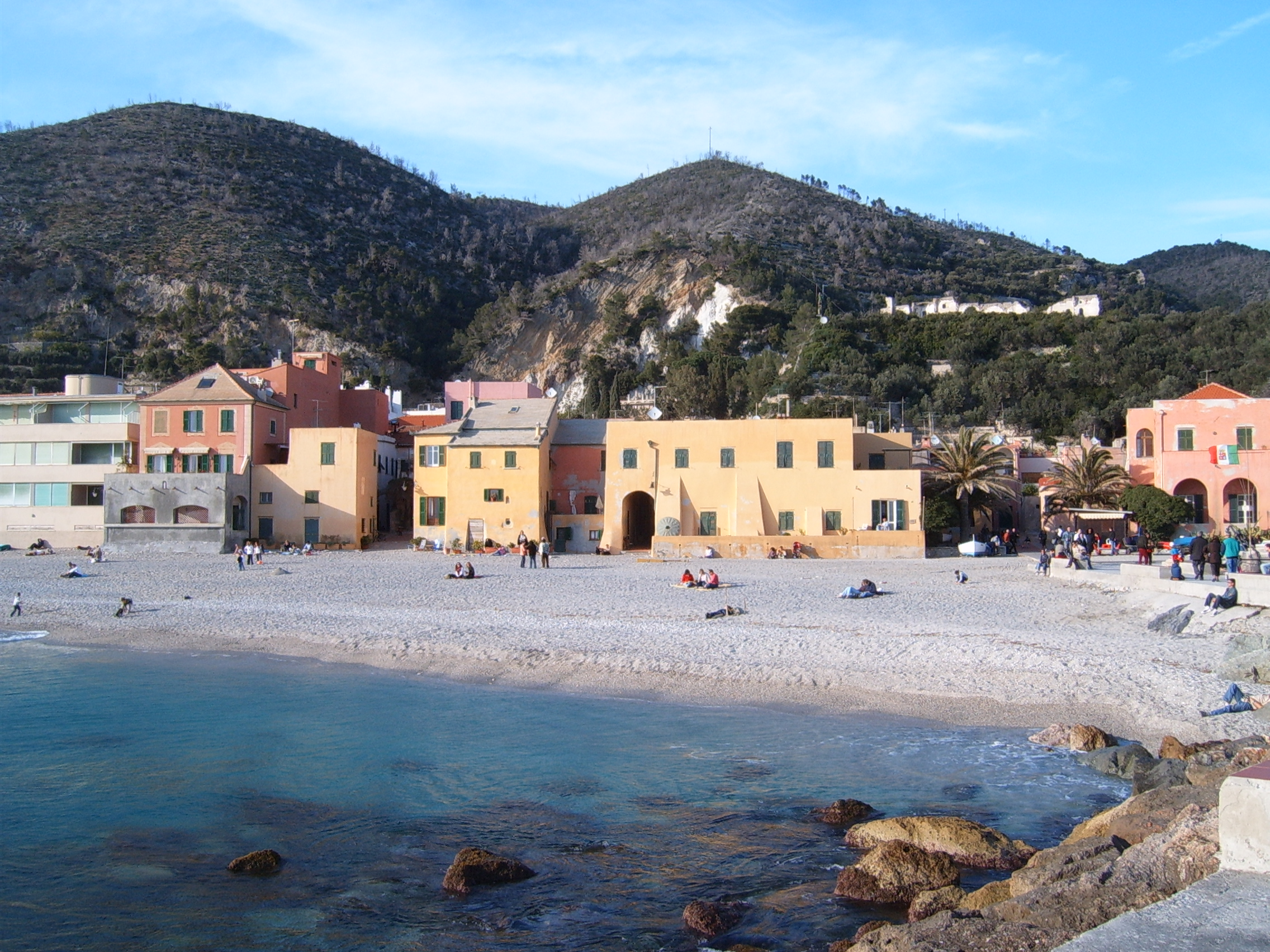
Der Strand von Varigotti
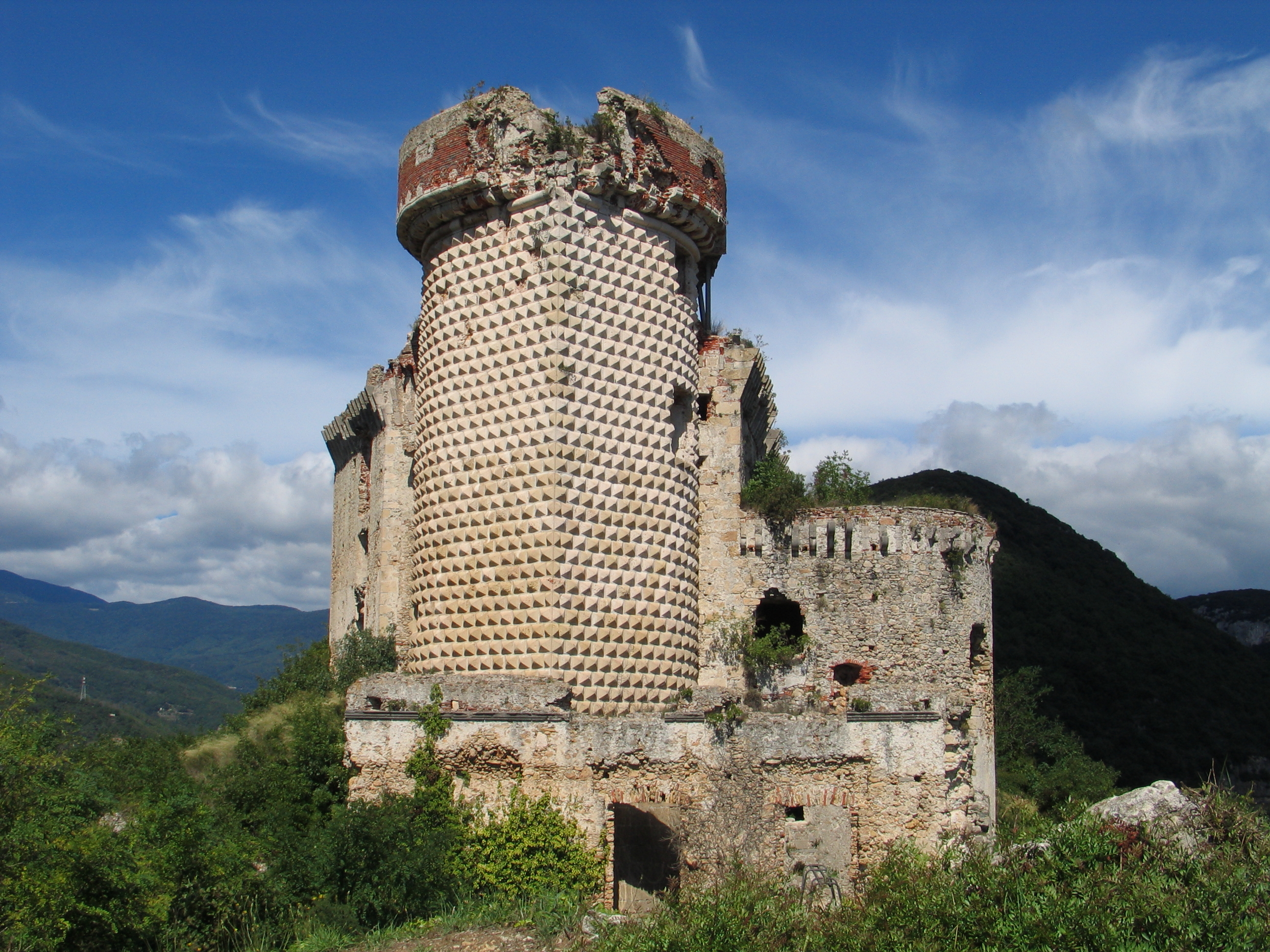
Castel Gavone oberhalb Finalborgo
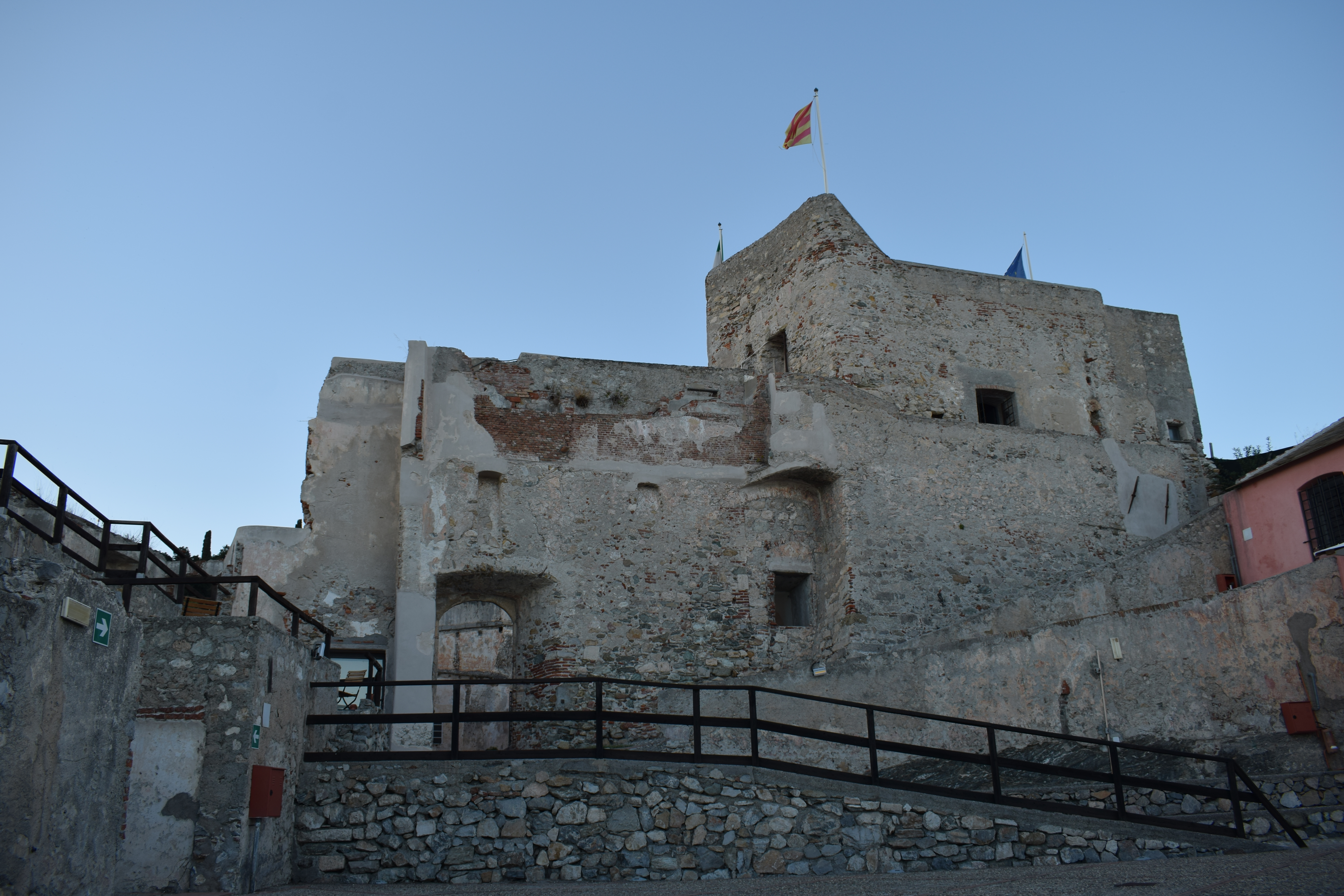
Bastion des Castelfranco, Finale Ligure
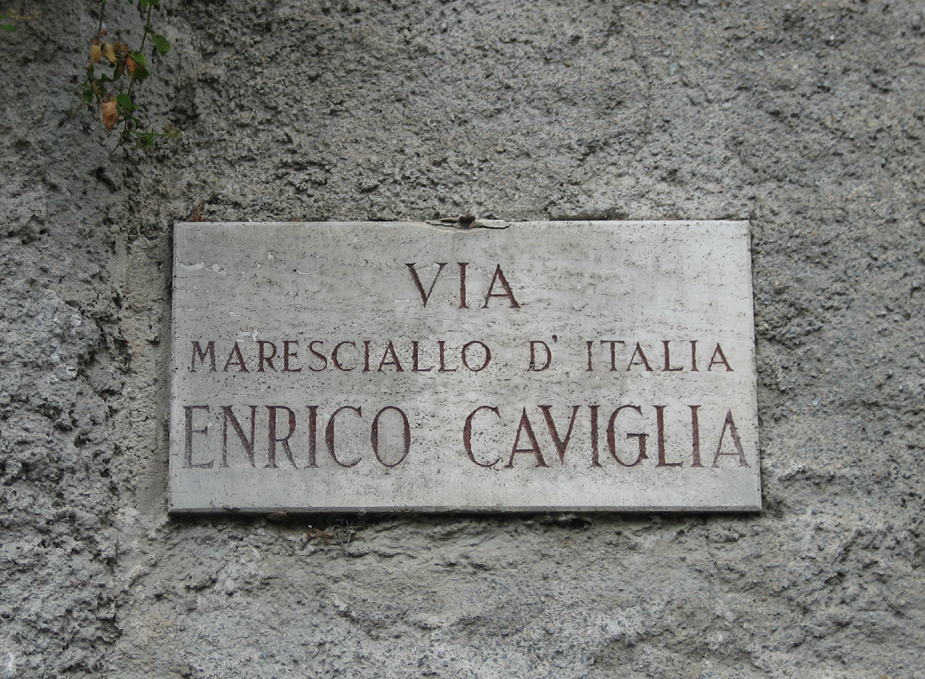
Straßenschild Via Enrico Caviglia an der Einfahrt zur Via Torino
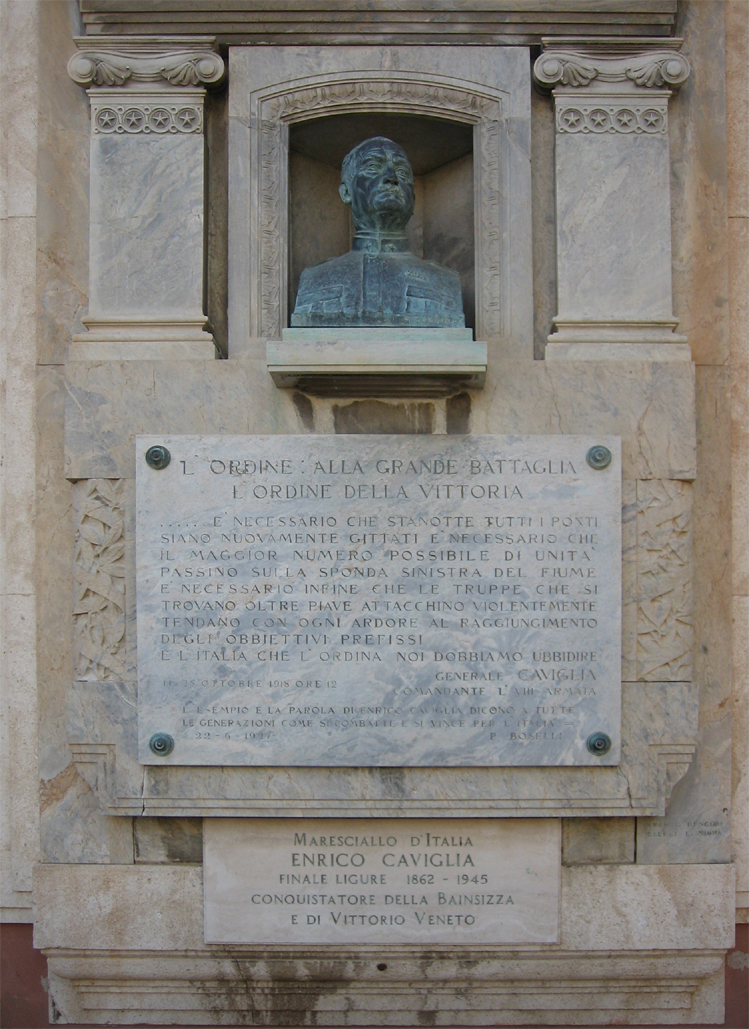
Denkmal für Enrico Caviglia an der Piazza V.Emanuelle II
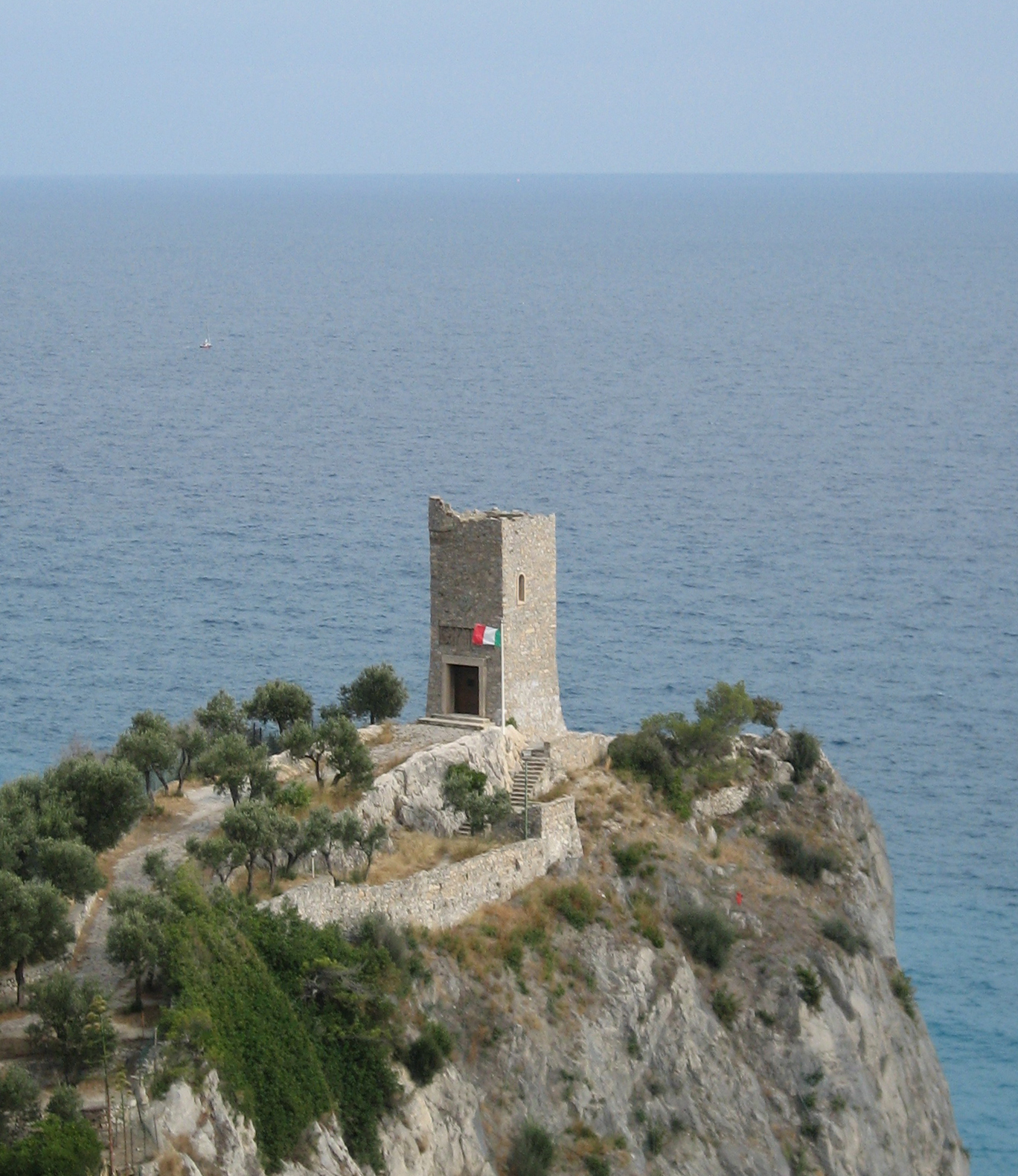
Mausoleum für Enrico Caviglia auf dem Capo San Donato
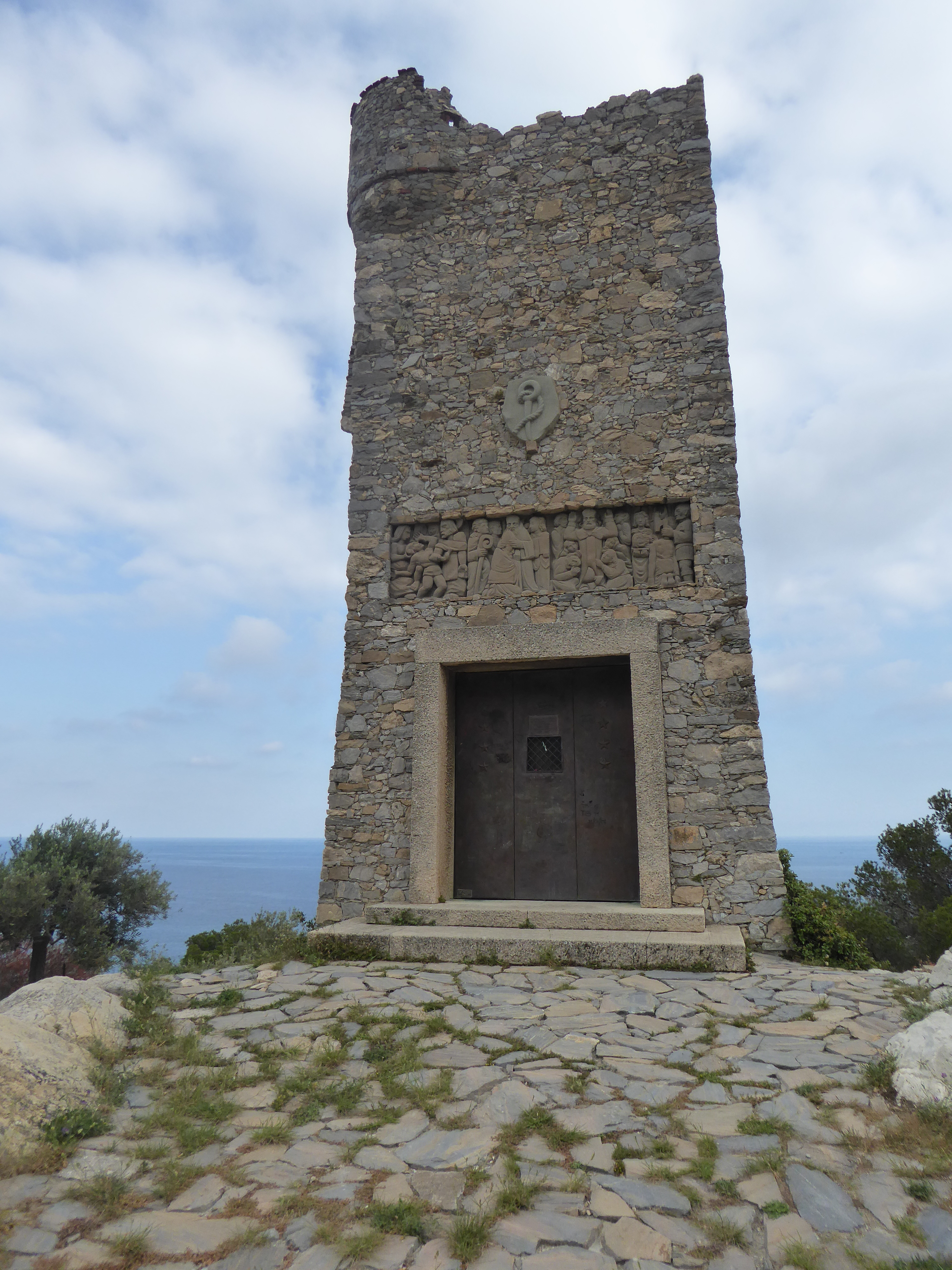
Nahaufnahme des Mausoleums